# لي هيل (عسكري)
لي هيل (بالإنجليزية: Lee Hill)‏ هو عسكري نيوزيلندي، ولد في 13 مارس 1907، وتوفي في 5 يونيو 1952 في ويلينغتون في نيوزيلندا.